# Muhammad IV ben Ismail
Abu-Abd-Al·lah Muhàmmad ibn Ismaïl fou rei musulmà de la dinastia nassarita de Granada amb el nom de Muhàmmad IV. Era el fill gran dels quatre fills d'Ismaïl I al que va succeir quan aquest fou assassinat en una baralla el 6 de juliol de 1235. Tot i ser el gran era encara menor d'edat i el poder el va exercir el visir del seu pare, conegut com a Ibn al-Mahruk.
El 13 d'agost de 1325 Alfons XI de Castella havia arribat a la majoria d'edat (14 anys) i la primavera del 1327 va iniciar una ofensiva contra els nassarites derrotant-los (infante Don Juan Manuel) a la riba del Guadalhorce prop d'Antequera, conquerint Olvera, Pruna, Alhaquin i Ayamonte. Muhàmmad IV va haver de cridar els marínides. El visir no trigà a entrar en conflicte amb el cap de les forces marínides a l'emirat, Uthman ibn Abi-l-Ulà. Finalment la rivalitat es va acabar quan el visir fou executat per orde reial el juny de 1329. Mentre els castellans, per temor a un augment de les forces marínides a la península van formar una croada (1328) amb Navarra, Bohèmia, Anglaterra i França, però aquestes forces no van aconseguir coordinar-se i la primavera del 1329 va voler a actuar pel seu compte i van sortir del territori de Castella i de la corona catalana. Els castellans tot i perdre aquest suport, encara van aconseguir ocupar algunes fortaleses menors (Hardales, Cañete, Cuevas, Priego i Ortedexicar) i Teba, a l'oest d'Antequera (agost de 1330); un atac del governador marínida de Ronda i Algesires, Abd-al-Màlik, contra Xerès, fou rebutjat; també fou atacada sense èxit Elx, a la part oriental. Els marínides altre cop van ajudar, i els musulmans van reconquerir Gibraltar i Alfons XI va acceptar immediatament una treva (agost del 1333), just un mes després que Catalunya-Aragó, que va participar poc als combats, havia fet el mateix.
A la tornada de Gibraltar, Muhàmmad fou assassinat (25 d'agost de 1333) per Abu-Thàbit i Ibrahim ibn Uthman ibn Abi-l-Ulà per causes no del tot aclarides. El més jove dels seus dos germans vius, Yússuf I, el va succeir.